# Washington City Paper
De Washington City Paper is een gratis wekelijkse krant in de metropool Washington D.C..
De krant werd in 1981 door Russ Smith opgericht en was van 1982 tot 2007 bezit van Chicago Reader. In juli 2007 werden beide kranten verkocht aan Creative Loafing Inc.. De voormalige Chicago Reader, nu Quarterfold genaamd, is nog steeds eigenaar van de gebouwen waar de kranten zijn gevestigd en hebben nog een klein aandeel in andere wekelijkse kranten. De City Paper wordt op donderdag uitgegeven en had in 2007 een oplage van 77,458. De redactionele inhoud is geconcentreerd op lokaal nieuws, kunst en cultuur.